# Candor Hall
Candor Hall, född 22 april 2008, är en svensk varmblodig travhäst. Han deltog även i montélopp. Han tränades och kördes av Björn Goop. I början av karriären tränades han av Roger Walmann och kördes av Örjan Kihlström. I februari 2019 meddelades det att Candor Hall avslutar sin tävlingskarriär.
Candor Hall tävlade åren 2011–2019. Han sprang in 3,3 miljoner kronor på 102 starter varav 25 segrar, 19 andraplatser och 13 tredjeplatser. Han tog karriärens största seger i Monté-SM (2017) med ryttaren Sofia Adolfsson. Han tog sex segrar inom V75, varav en seger i den högsta disivionen Gulddivisionen.